# Rok Urbanc
Rok Urbanc (Jesenice, 28 febbraio 1985) è un ex saltatore con gli sci sloveno.

## Biografia
In Coppa del Mondo esordì il 22 marzo 2003 a Planica (26°) e ottenne l'unica vittoria, nonché unico podio, il 20 gennaio 2007 a Zakopane.
In carriera prese parte a un'edizione dei Campionati mondiali, Sapporo 2007 (10° nella gara a squadre il miglior risultato).
Il 18 febbraio 2016, in coppia con Jaka Rus, ha compiuto uno storico salto con un unico paio di sci, mai eseguito fino ad allora, di 35 metri sul trampolino HS45 a Planica, Slovenia.

## Palmarès

### Mondiali juniores
- 1 medaglia:
  - 1 argento (gara a squadre a Sollefteå 2003)

### Universiadi
- 1 medaglia:
  - 1 oro (gara a squadre a Innsbruck 2005)

### Coppa del Mondo
- Miglior piazzamento in classifica generale: 36º nel 2007
- 1 podio (individuale):
  - 1 vittoria

#### Coppa del Mondo - vittorie
| Data            | Località | Nazione | Trampolino           |
| --------------- | -------- | ------- | -------------------- |
| 20 gennaio 2007 | Zakopane | Polonia | Wielka Krokiew HS134 |